# Gaie France
Gaie France o "Gaie France Magazine" era una rivista mensile francese rivolta agli omosessuali e fondata nel 1986 dal traduttore, giornalista ed editore Michel Caignet, fautore del negazionismo e dell'antisemitismo il quale ebbe ad affermare che "la comunità gay ha un ruolo da svolgere nella prospettiva di un rinnovamento culturale, politico e nell'arte della civiltà europea ".
Venduto nelle edicole, voleva essere una rivista omosessuale con ambizioni culturali e politiche più vicine alla Nuova Destra, termine lanciato per la prima volta nel 1977 da Alain de Benoist.
La rivista è stata presto considerata come una delle principali espressioni della sensibilità di estrema destra nei media omosessuali francesi. Con decreto ministeriale datato 27 maggio 1992 per Gaie France ne è stata vietata la vendita ai minori, con l'accusa di "incitamento alla pedofilia"; essa poi terminò le pubblicazioni l'anno seguente.
Il giornalista della destra radicale Guillaume Faye e l'editorialista politico ed editore Philippe Randa, figlio del romanziere Peter Randa, sono stati solo alcuni dei collaboratori di Gaie France Magazine.
Con la nuova denominazione di Le Gay Pavois continuerà saltuariamente ad uscire fino alla sua chiusura definitiva avvenuta nel 1994 in seguito alla sua interdizione ed esposizione pubblica in luoghi pubblici: anche se poi la sentenza venne annullata dal Consiglio di Stato nel 1996 in quanto alla società editoriale era stato impedito di presentare una sua propria difesa, la rivista non si ripresenterà più in vendita.